# 佐渡金山

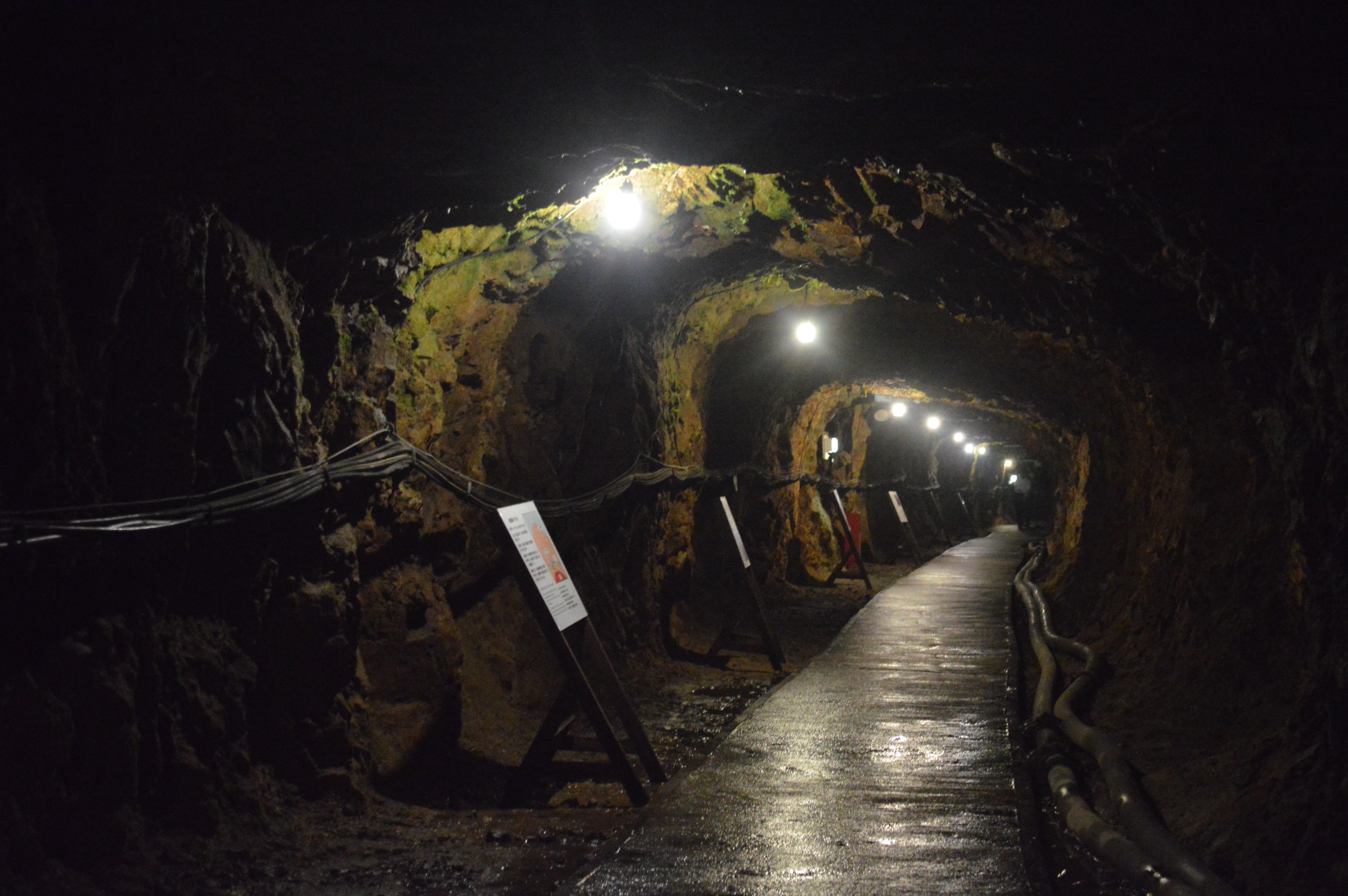
道遊坑

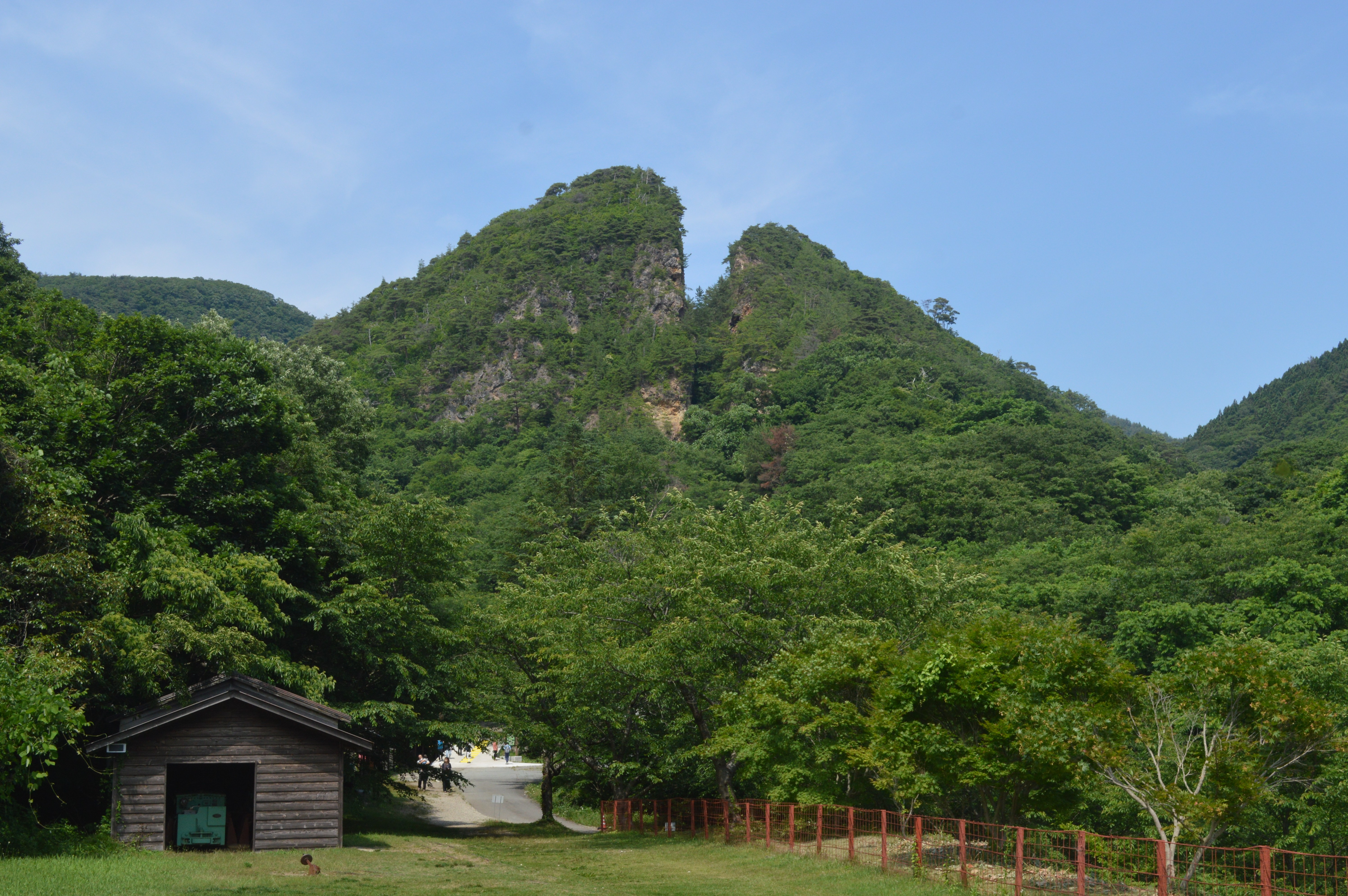
道遊の割戸

佐渡金山（さどきんざん）、または佐渡金銀山（さどきんぎんざん）は、新潟県の佐渡島にある金鉱山・銀鉱山の総称である。なかでも相川金銀山（あいかわきんぎんざん）の規模が特に大きく、単に「佐渡金山」という場合、相川のものを指す場合もある。このほか「佐渡鉱山」または「相川鉱山」の名称も用いられる。「佐渡島の金山」という名称で世界遺産に登録されている。

## 概要
佐渡島には下表に示す4つの主要な金銀山を含む、多くの鉱山の存在が確認されている。なかでも相川は規模が大きく、国の史跡や重要文化財に指定、または重要文化的景観に選定されている遺跡や景観が多く残っていることもあり（詳細は#文化財を参照）、現在では佐渡における観光の拠点ともなっている。
| 主な呼称                   | 採掘開始時期 | 閉山年             |
| -------------------------- | ------------ | ------------------ |
| 西三川砂金山（にしみかわ） | 平安時代以前 | 1872年（明治5年）  |
| 鶴子銀山（つるし）         | 戦国時代     | 1946年（昭和21年） |
| 新穂銀山（にいぼ）         | 戦国時代以前 | 不詳               |
| 相川金銀山（あいかわ）     | 江戸時代初期 | 1989年（平成元年） |

佐渡島内鉱石は、主に銀黒（ぎんぐろ）と呼ばれる石英中に輝銀鉱および自然金の微粒子が脈状に存在するものであった。

## 歴史

### 前史

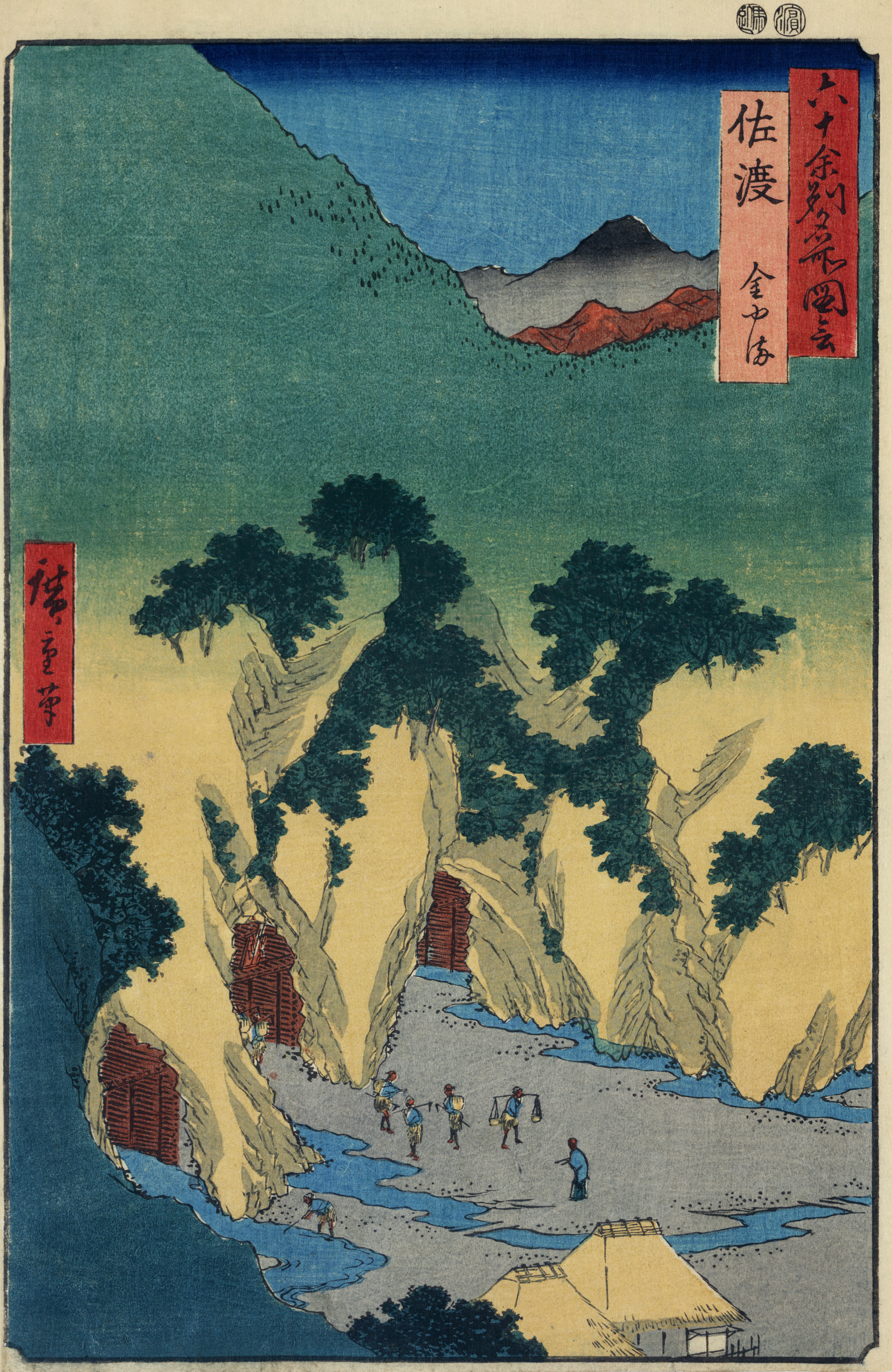
歌川広重「六十余州名所図会 佐渡 金やま」

『今昔物語集』の巻26・第15話に「能登の国の鉄を掘る者、佐渡の国に行きて金を掘る語」という段があり、伝聞の収録という形ながら佐渡で金が採れることに言及されている。今昔物語集の成立年代と推定される11世紀後半には、少なくとも砂金等の形で佐渡で金が産出することは知られていたようである。
天正17年（1589年）に上杉景勝により本間氏が滅ぼされ、佐渡は上杉領となる。
相川金銀山は16世紀末に開発が始まったと考えられており、戦国時代には相川の金脈は未発見であった。そのため戦国大名の上杉謙信が関わった記録はない（鶴子銀山は既に採掘されていた）。新田次郎は小説『武田信玄』において佐渡金山が上杉謙信の財源であったと描写し、「記録が無いのは秘密にしたからである」としているが、そもそも戦国時代の佐渡は本間氏の領国であって上杉氏は領有していなかった。

### 江戸時代
慶長6年（1601年）、徳川家康の所領となる。同年、北山（ほくさん）で金脈が発見されて以来、江戸時代を通して江戸幕府の重要な財源となった。江戸時代における最盛期は17世紀前半、江戸時代初期の元和から寛永年間にかけてであり、金が1年間に400 kg以上算出されたと推定され、銀は1年間に1万貫（37.5 トン）幕府に納められたとの記録がある。当時としては世界最大級の金山であり、産銀についても日本有数で、慶長金銀の材料を供給する重要な鉱山であった。なかでも相川鉱山は、江戸幕府が直轄地として経営し、大量の金銀を産出した佐渡鉱山の中心であった。産出し製錬された筋金（すじきん/すじがね）および灰吹銀は幕府に上納され、これを金座および銀座が預かり貨幣に鋳造した。また特に銀は生糸などの輸入代価として中国などに大量に輸出され、佐渡産出の灰吹銀はセダ銀とも呼ばれた。
しかし江戸中期以降、佐渡鉱山は衰退していった。元禄3年（1690年）には佐渡奉行を兼任していた荻原重秀が計15万両の資金を鉱山に投入する積極策を取って復興を図り、その結果一時的に増産に転じたが、結局その後は衰微の一途を辿り、以降江戸時代中に往年の繁栄が戻ることはなかった。
江戸時代後期の明和7年（1770年）頃からは、江戸や大坂などの無宿人（浮浪者）が強制連行されてきて過酷な労働を強いられたが、これは見せしめの意味合いが強かったと言われる。無宿人は主に水替人足の補充に充てられたが、これは海抜下に坑道を伸ばしたため、大量の湧き水で開発がままならなくなっていたためである。
水替人足の労働は極めて過酷で、「佐渡の金山この世の地獄、登る梯子はみな剣」と謳われた。江戸の無宿者は、この佐渡御用を何より恐れたといわれる。水替人足を収容する小屋は銀山間の山奥の谷間にあり、外界との交通は遮断され、逃走を防いでいた。小屋場では差配人や小屋頭などが監督を行い、その残忍さは牢獄以上で、期限はなく死ぬまで重労働が課せられた。

### 明治以降

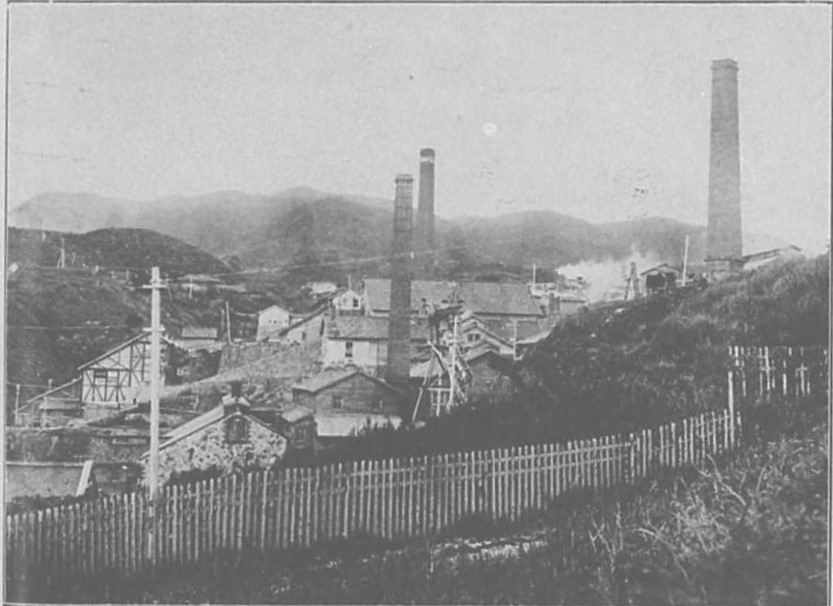
相川鉱山

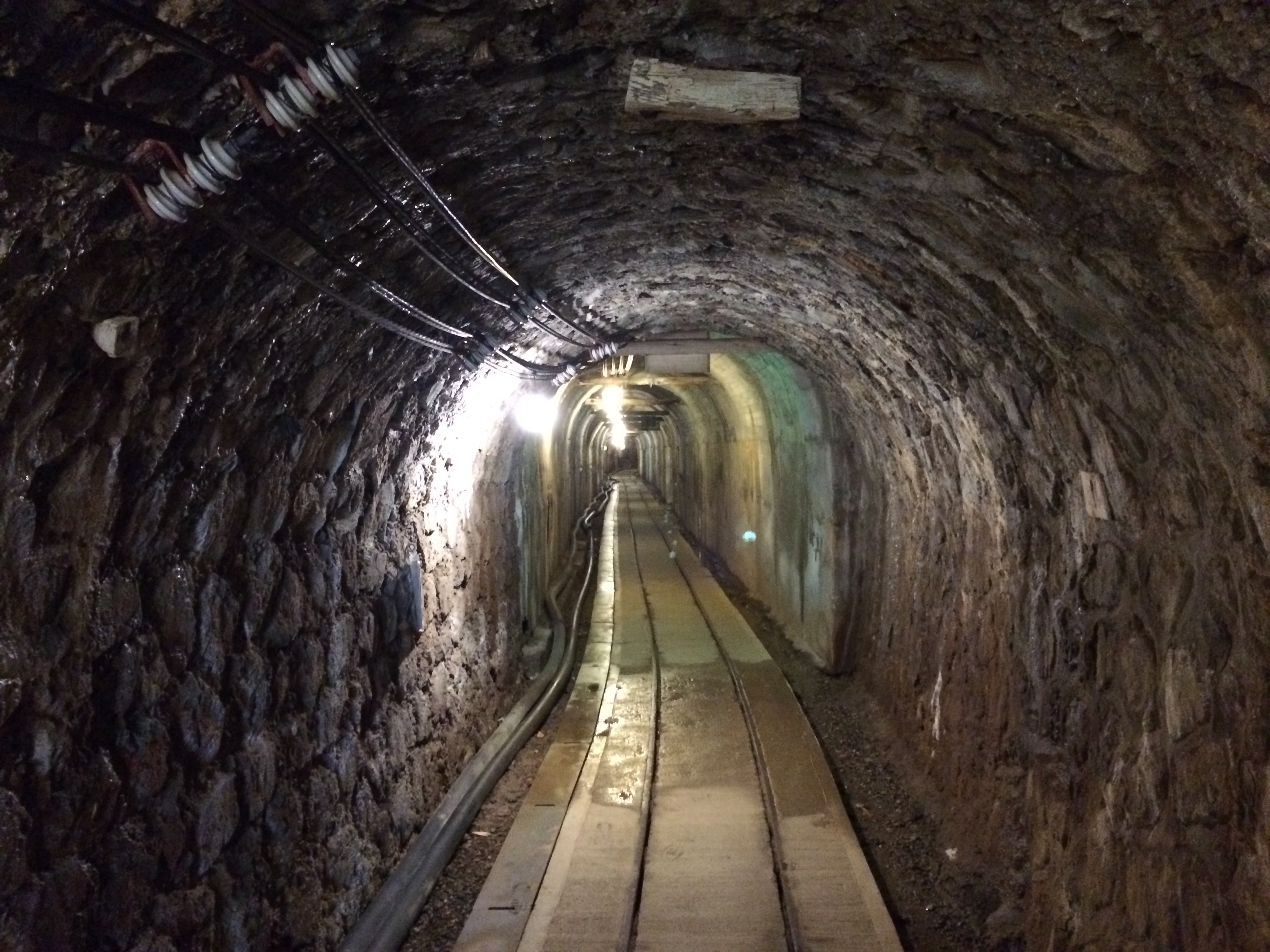
近代以降の坑道

明治初期から官営（当初は工部省の所管。農商務省、大蔵省を経て1889年から宮内省御料局の所管）となるが、江戸時代中期以降の産出量の衰退に対応するため、明治政府は1869年（明治2年）に西洋人技術者を鉱山に送り、火薬採掘や削岩機、揚水機といった西洋の近代的技術の導入を開始した。これにより産出量が再び増加に転じはじめた。1877年（明治10年）には洋式技術による選鉱場と、日本の金属鉱山で史上初となる洋式竪坑や大立竪坑が完成した。
1885年（明治18年）、政府は金本位制に基づく近代貨幣制度へ移行するため、佐渡鉱山のさらなる増産を目指すようになり、高任立坑の開削、ドイツの新技術の導入による北沢浮遊選鉱場の建設、大間港の整備などを続々と行っていった。また1890年（明治23年）には鉱山技術の国産化を進める目的で鉱山学校が開校し、日本の鉱業教育に重要な画期となった。
1896年（明治29年）、皇室財産だった佐渡鉱山は兵庫県の生野鉱山などと三菱合資会社（1918年に三菱鉱業株式会社に改名、現三菱マテリアル）に払下げとなった。三菱は、動力の電化など佐渡鉱山の機械化を推し進めた。その結果、明治後期には鉱山の産金量は年間400 kgを超え、江戸時代における最盛期だった17世紀前半並みの産出量に戻っている。その後も産出量は増えていき、特に1931年（昭和6年）の柳条湖事件後に中国大陸での戦火が拡大したことで、大量の軍需品輸入の代金決済手段として金の需要が増加したことで佐渡鉱山でも金増産体制が強化され、1940年（昭和15年）には佐渡金銀山の歴史上最高となる年間約1,500 kgの金と約25トンの銀を生産している。
鉱山労働者の管理は、当初は三菱鉱業から労働者の雇い入れや管理を任されている部屋頭による「部屋制度」（納屋制度）で運営されていた。この制度は佐渡鉱山の労働力供給に大きな力を発揮していたが、部屋頭による中間搾取も多かったため、労働者の権利意識の高まりの中で1899年（明治32年）以来労働争議がしばしば発生するようになり、特に1922年（大正11年）5月には650名の鉱山労働者が参加する大規模な労働争議が発生した。そのため三菱鉱業は1926年（大正15年）1月に労働係を新設して労務管理を強め、部屋制から直営制度へと経営方針を転換し、労働者の不満を緩和する処置をとった。また1904年（明治37年）には23床の入院施設を持つ病院（鉱山病院）を設置し（1934年の改築で病床数32床に増加した）、鉱山関係者の軽費診断所として利用された。
第二次世界大戦中には代金決算手段としての金の価値は薄れ、むしろ戦争に重要な資源である銅、鉄、亜鉛、石炭の増産・確保が重視されるようになり、佐渡鉱山でも銅の採掘が増える一方、金の採掘は減少した。また戦時中には朝鮮人労働者が大量に動員された（詳しくは後述）。戦時中も佐渡鉱山は大きな成果を上げ続け、1943年8月には椎名悦三郎商工省次官が鉱山労働者の激励のため佐渡を訪問している。同年10月には商工、厚生両大臣から表彰も受けた。これを祝い、佐渡鉱業所は全従業員及び地元相川町民に対する感謝慰安で同月30日夜に協和会館で万才に浪曲の演芸会を開催している。
戦後の1952年（昭和27年）、三菱は佐渡鉱山の大規模な縮小を決定した。1976年（昭和51年）には佐渡鉱山部門が佐渡鉱山株式会社として独立し、細々と採掘が続けられていたが、最終的に1989年（平成元年）に休山となった。1989年の休山までに佐渡鉱山が算出した金は78トン、銀は2,300トンに及ぶ。
現在は、三菱マテリアルの100%子会社である株式会社ゴールデン佐渡が運営しており、体験型観光施設「史跡 佐渡金山」として一般公開されている。2024年（令和6年）7月インドで開催された第46回世界遺産委員会において、佐渡金山は「佐渡島の金山」として世界文化遺産に登録されることが決定した。

### 相川金銀山の沿革
- 1601年（慶長6年） - 鶴子銀山の山師3人により鉱脈発見[9]。
- 1603年（慶長8年） - 佐渡奉行大久保長安の管轄となる。
- 1869年（明治2年） - 官営化[1]。
- 1889年（明治22年） - 宮内省御料局に所属[1]。
- 1896年（明治29年） - 三菱合資会社に払い下げられる[1]。
- 1918年（大正7年） - 三菱鉱業株式会社（現・三菱マテリアル）に引き継がれる。
- 1943年（昭和18年） - 金山整備令により金採掘区中止。
- 1967年（昭和42年） - 佐渡鉱山のうち、相川鉱山関係遺跡が「佐渡金山遺跡」として国の史跡に指定された。
- 1973年（昭和48年） - 佐渡金山株式会社として独立する[1]。
- 1989年（平成元年）3月31日 - 鉱量枯渇のため採掘中止。三菱マテリアルの100%子会社である株式会社ゴールデン佐渡に経営が引き継がれる。
- 2007年（平成19年） - 日本の地質百選に選定。
- 2008年（平成20年） - 大立竪坑櫓、大立捲揚室、道遊坑、間ノ山上アーチ橋および間ノ山下アーチ橋が登録有形文化財となる。なお、これらの物件が2012年（平成24年）に重要文化財に指定されたことに伴い、登録有形文化財としての登録は抹消されている[10]。
- 2009年（平成21年） - 北沢地区の工作工場群跡地と大間地区大間港一角を広場整備。2010年度グッドデザイン賞受賞[11]。
- 2012年（平成24年） - 建造物3基4棟1所が「旧佐渡鉱山採鉱施設」として国の重要文化財に指定される。
- 2020年（令和2年）3月24日 - 相川地区が地域における歴史的風致の維持及び向上に関する法律（歴史まちづくり法）の歴史的風致維持向上地区に認定される。
- 2024年（令和6年）6月 - イコモス勧告。
- 2024年（令和6年）7月27日 - 「佐渡島の金山」として世界文化遺産に登録される。

## 文化財

### 重要文化財
- 旧佐渡鉱山採鉱施設 3基4棟1所[12]
  - 大立竪坑櫓（おおだてたてこうやぐら）1基
  - 大立竪坑捲揚機室（- まきあげきしつ）1棟
  - 道遊坑及び高任坑（どうゆうこうおよびたかとうこう）1所
  - 高任粗砕場（たかとうそさいば）1棟
  - 高任貯鉱舎及びベルトコンベアヤード 1棟
  - 電車車庫（機械工場）1棟
  - 間ノ山上橋（まのやまかみばし）1基
  - 間ノ山下橋 1基

### 史跡

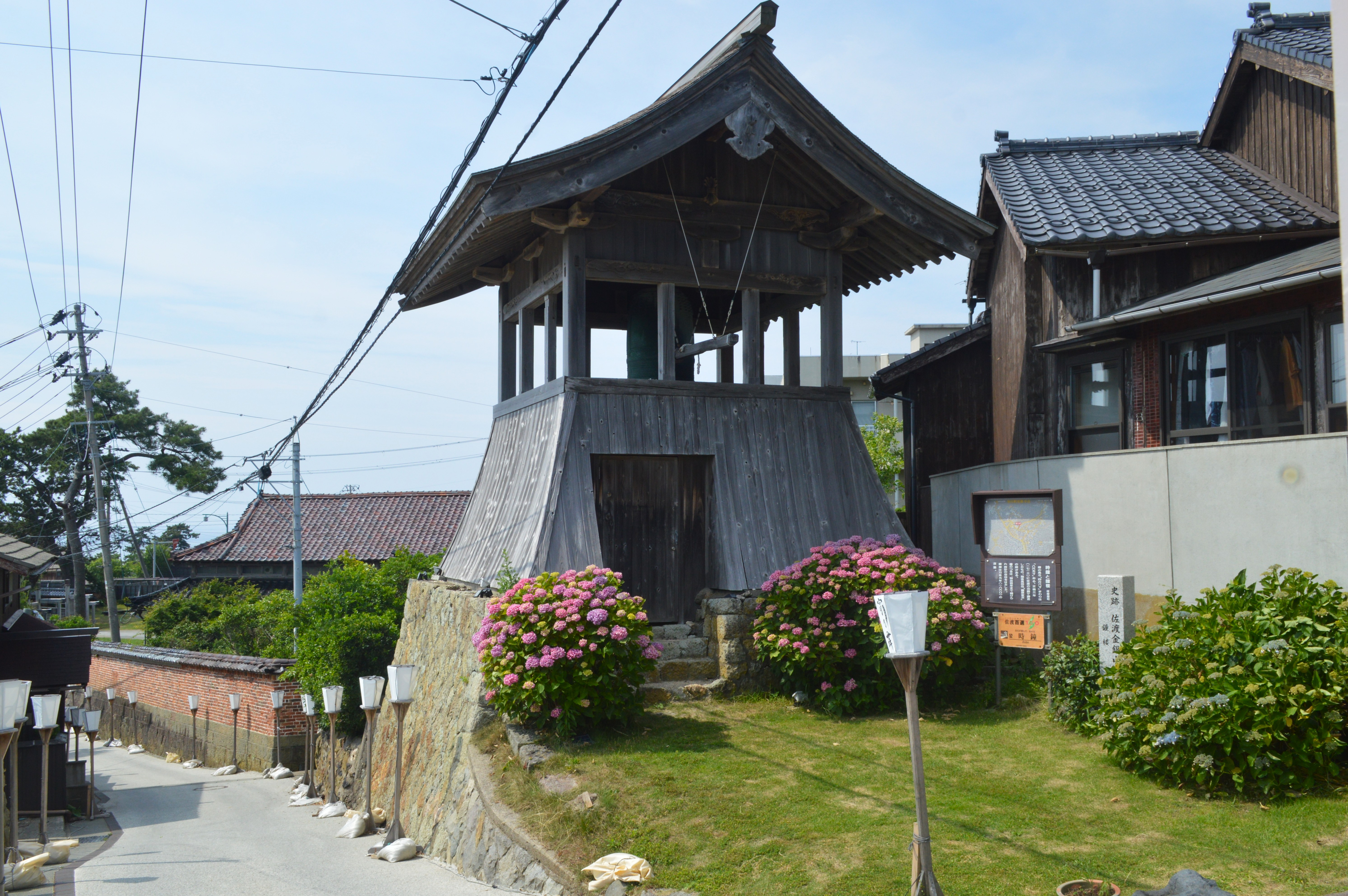
相川の時鐘楼

国の史跡「佐渡金銀山遺跡」に指定されているのは、「道遊の割戸」（どうゆうのわりと）、「宗大夫間歩」（そうだゆうまぶ）、南沢疏水、大立竪坑櫓、間ノ山搗鉱場（あいのやまとうこうば）などの採鉱関係の遺構・遺跡、佐渡奉行所跡、時鐘楼、旧御料局佐渡支庁庁舎などの経営関係遺跡、また、佐渡鉱山の開発に功のあった佐渡奉行大久保長安の建てた大安寺である。2011年（平成23年）には鶴子（つるし）銀山跡を追加して「佐渡金銀山遺跡」の名称に変更された。

### 重要文化的景観
- 佐渡西三川の砂金山由来の農山村景観（2011年（平成23年）選定）

『今昔物語集』に記され12世紀より砂金採取が行われていた佐渡最古の金山跡で、農山村へ移行する過程が見られる。
- 佐渡相川の鉱山及び鉱山町の文化的景観（2015年（平成27年）選定）

江戸時代の採掘中心地で佐渡奉行所が置かれた相川地区と、明治の近代化以降に中核となった北沢地区の施設（大間港含む）と京町通りの景観。

## 観光
4つの主要鉱山のうち観光整備が進んでいるのは相川金銀山であり、株式会社ゴールデン佐渡が体験型観光施設「史跡 佐渡金山」を運営している。他の3鉱山については、西三川砂金山に体験施設「佐渡西三川ゴールドパーク」が設けられているほかは目立った集客施設は整備されていない。
以下、相川金銀山における観光について述べる。

### 史跡 佐渡金山
佐渡金山の坑道の総延長は実に約400 kmに及ぶが、そのうち約300 mが株式会社ゴールデン佐渡により観光ルートとして有料公開されている。近世に関する展示、近代以降に関する展示があり、コースが分かれている。

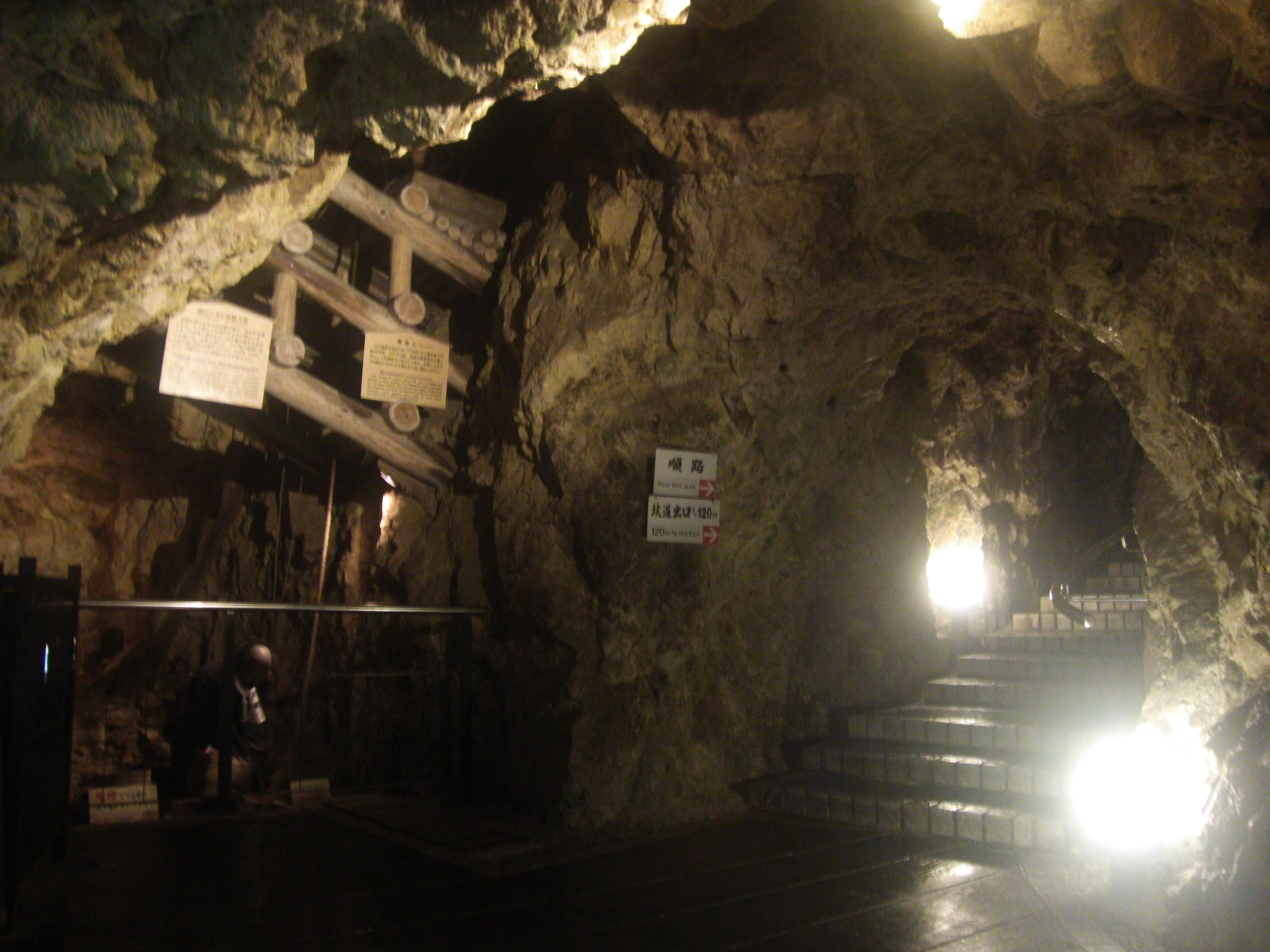
宗太夫坑
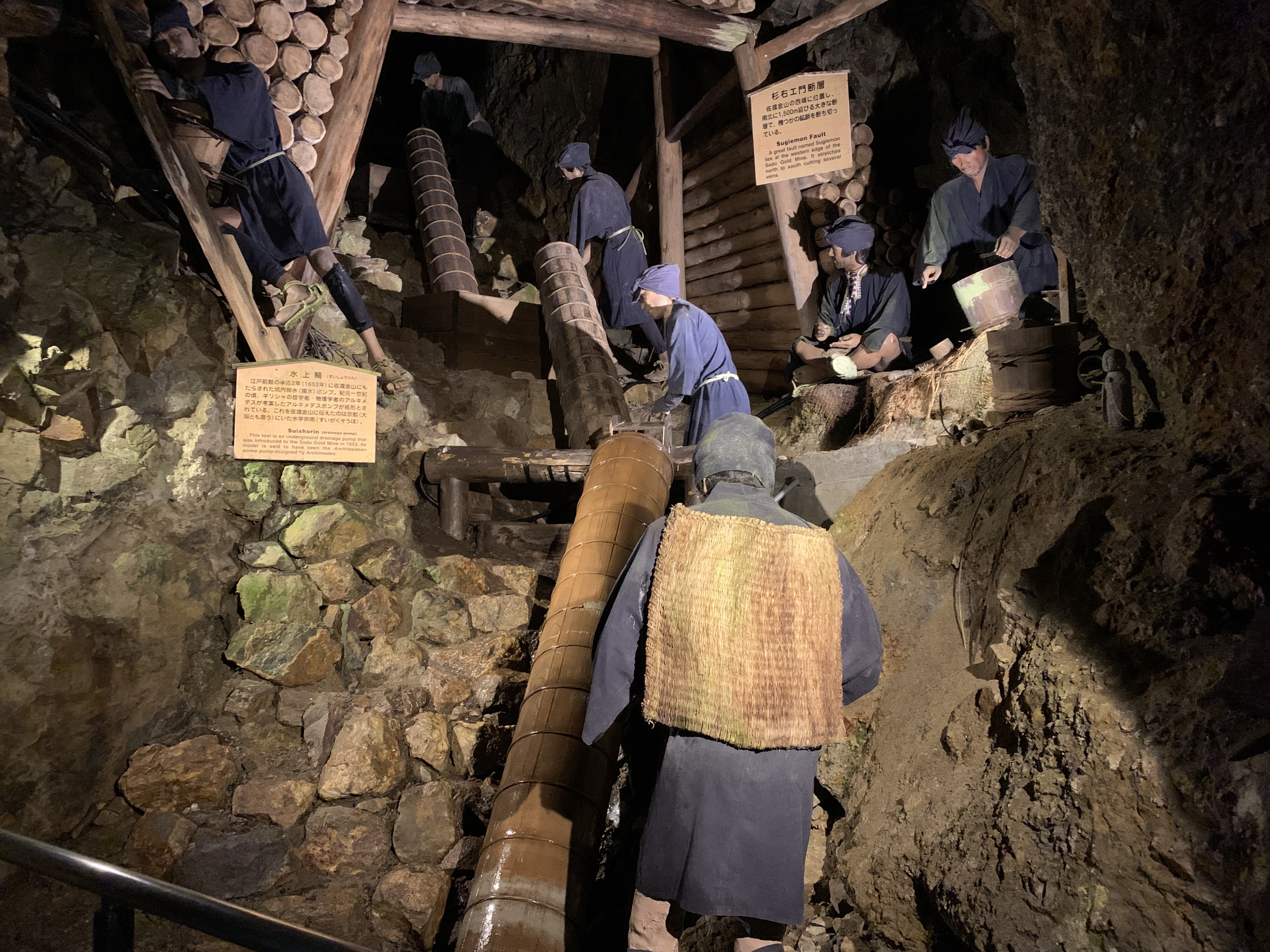
宗太夫坑の人形
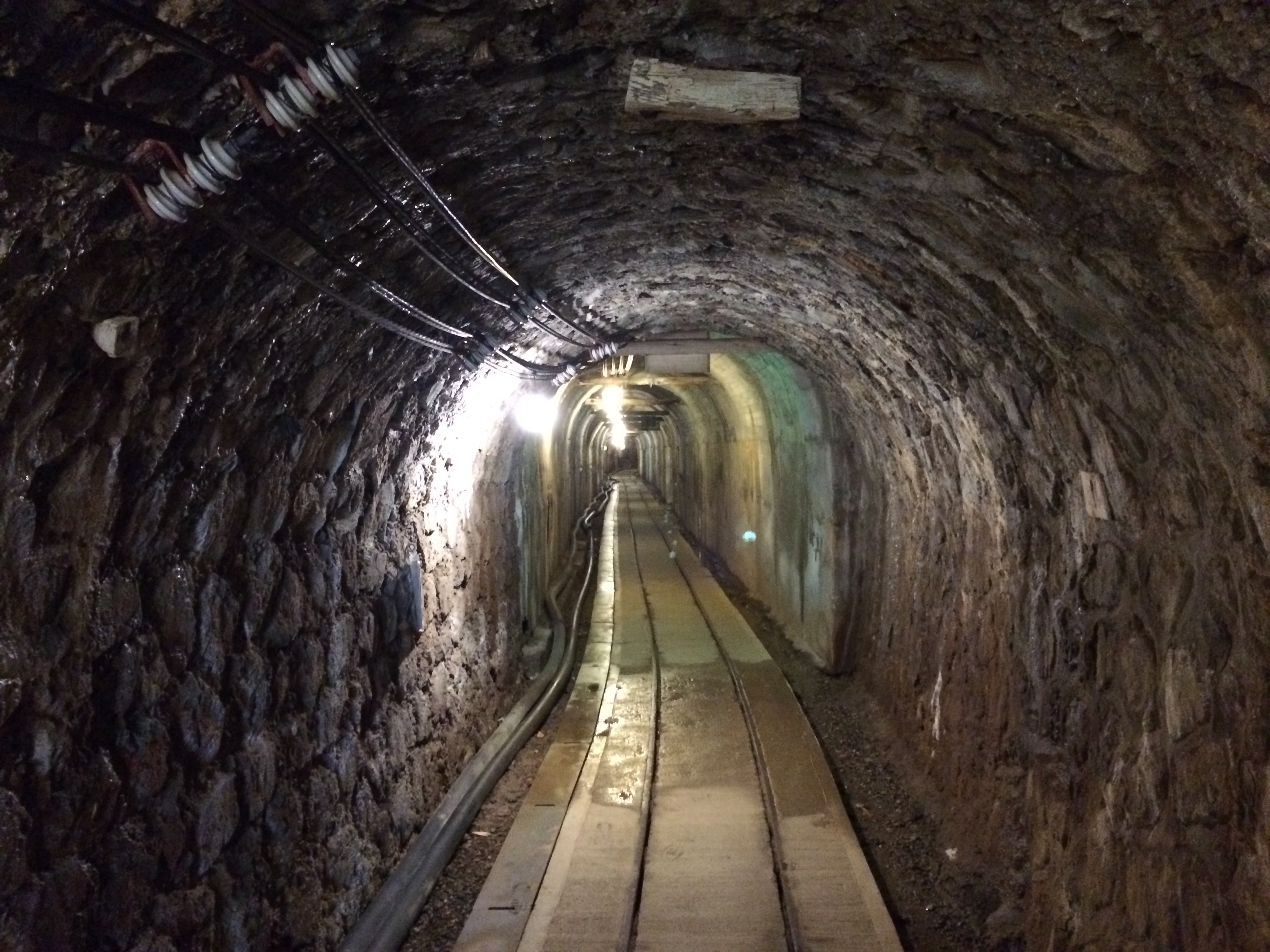
道遊坑
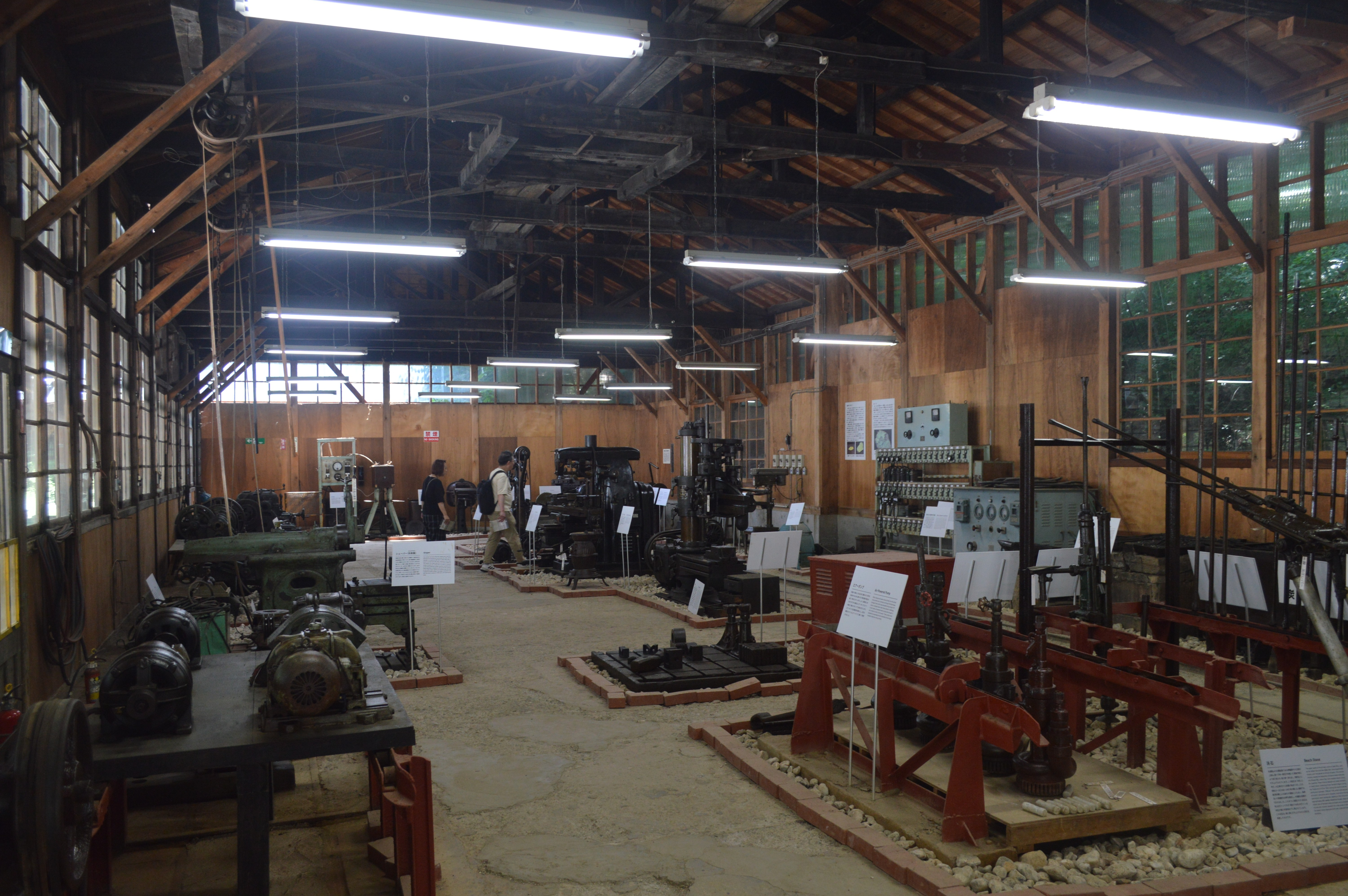
機械工場

### 近代鉱山施設
相川鉱山では近代の施設遺構が多く残っており、各種案内においては5つの地区に区分されている（詳細はのpp.20-21の図及び#外部リンクの佐渡市世界遺産推進課によるマップを参照）。
山の上から下に向かい作業工程が設定されており、採掘場所の大立・高任地区から、鉱石選別のための高任・間ノ山地区、選鉱や精錬のため間ノ山・北沢地区を経て、生産品を積み出す大間港まで、約3 kmにわたる生産ラインとなっていたため、遺構もこれに沿って分布する。

#### 北沢地区

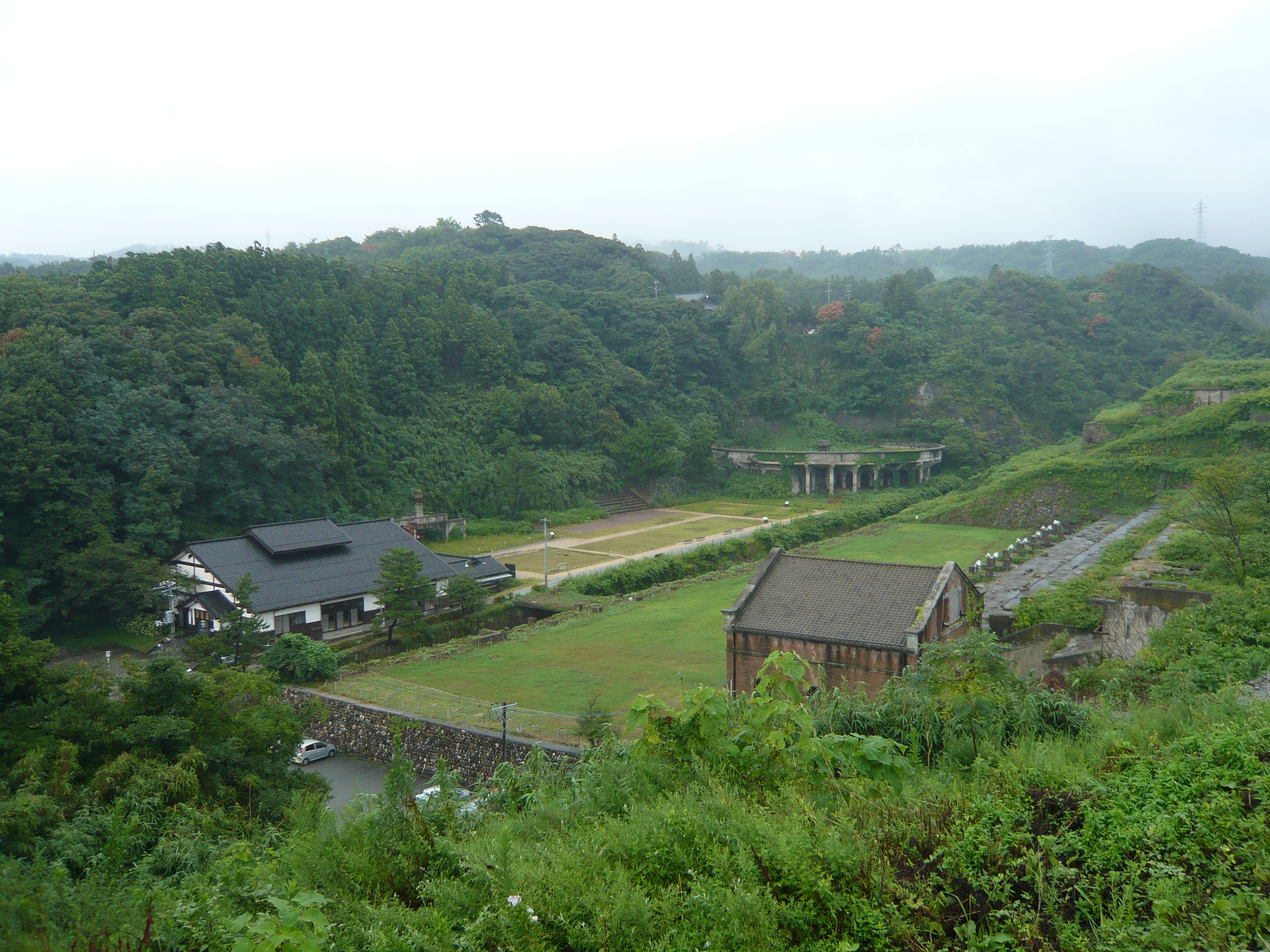
北沢地区全景。手前が火力発電所と選鉱場
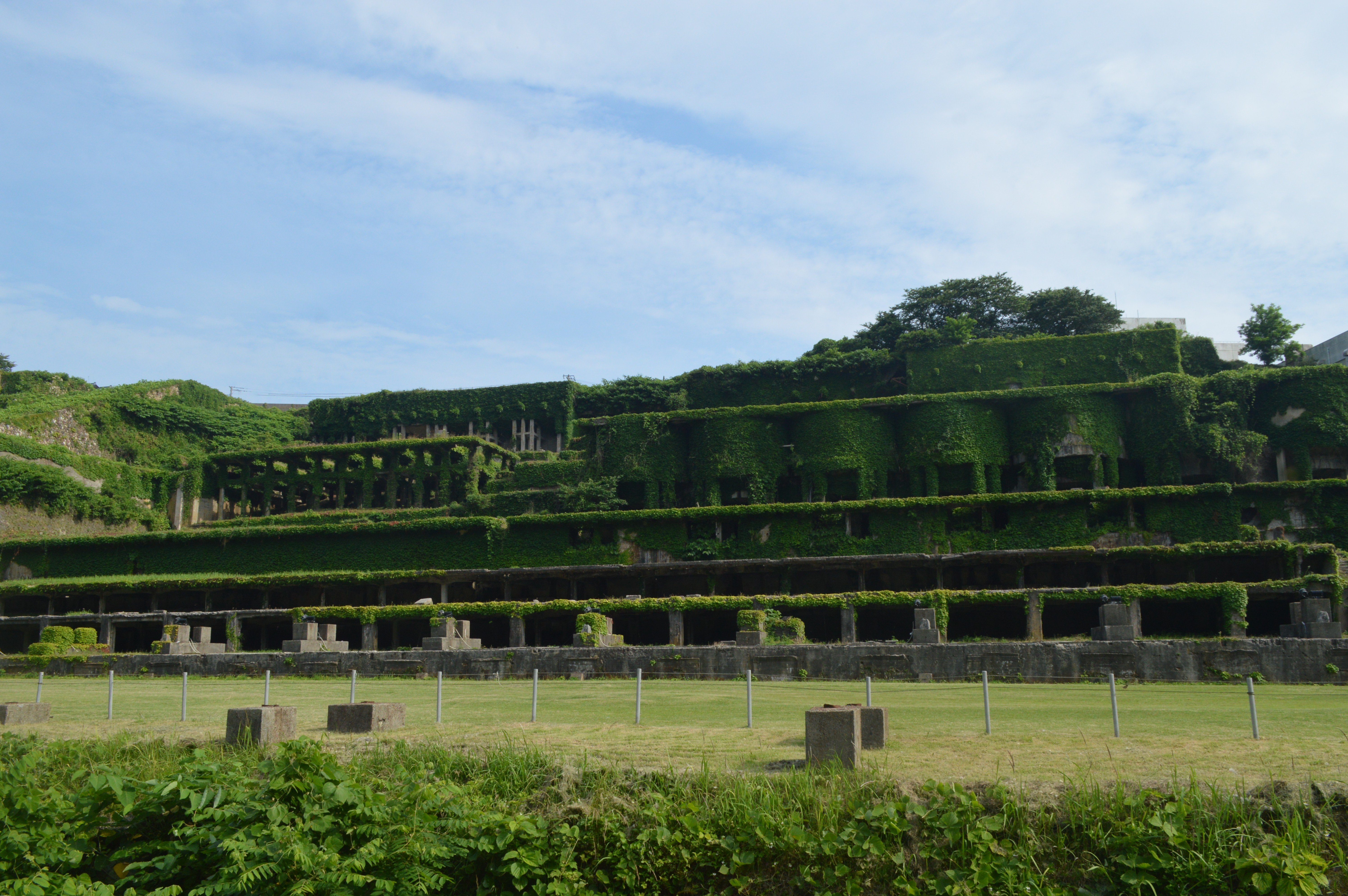
北沢浮遊選鉱場
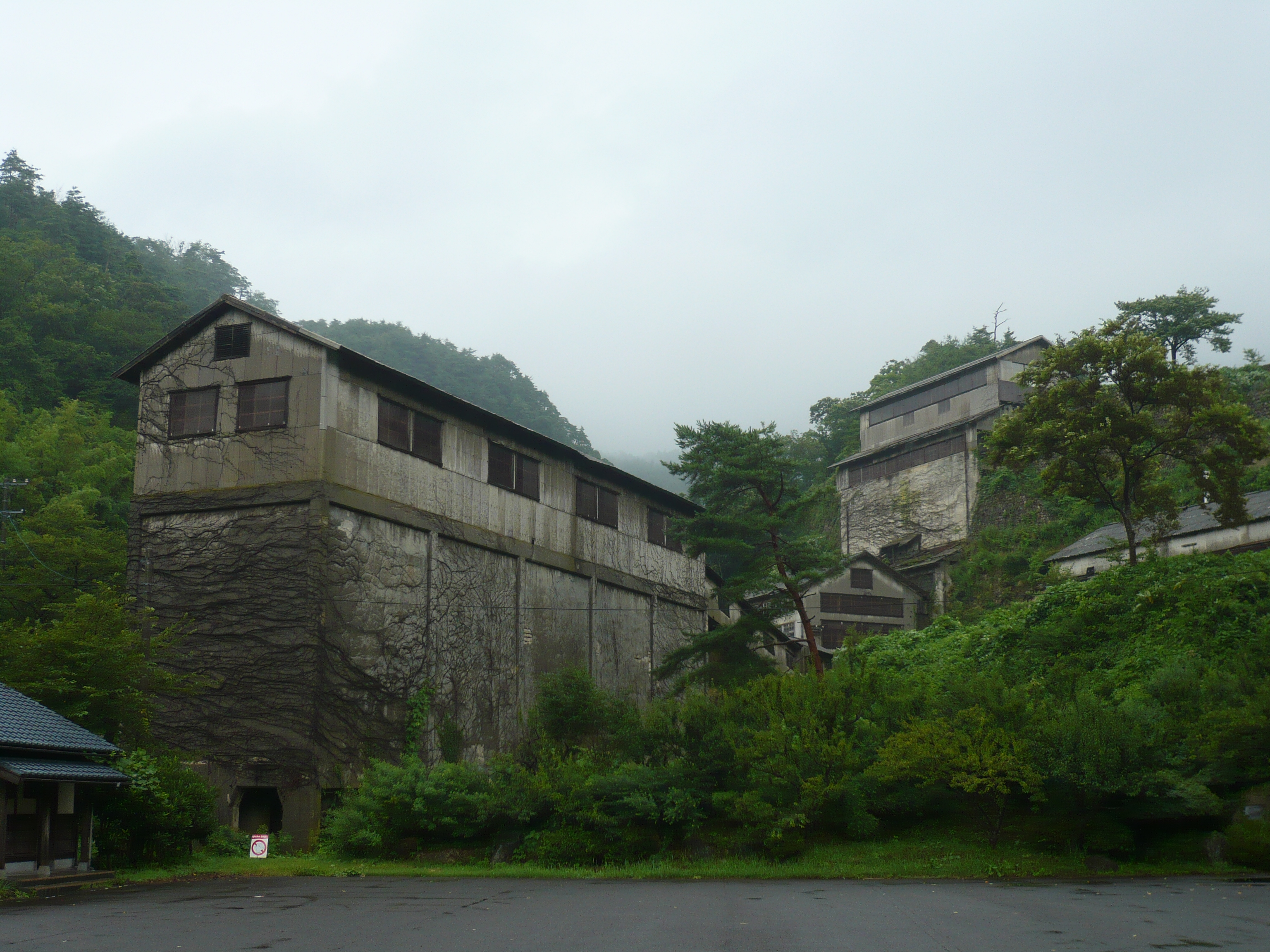
高任貯坑舎（左）、高任粗砕場（右）

#### 大間港
明治半ばに生産品の積出や物資の搬入用の港として築港され、人造石護岸や鉱車の橋梁、煉瓦倉庫など現在も遺構が多く残る。北沢地区と同様、2010年（平成22年）に広場が整備された。

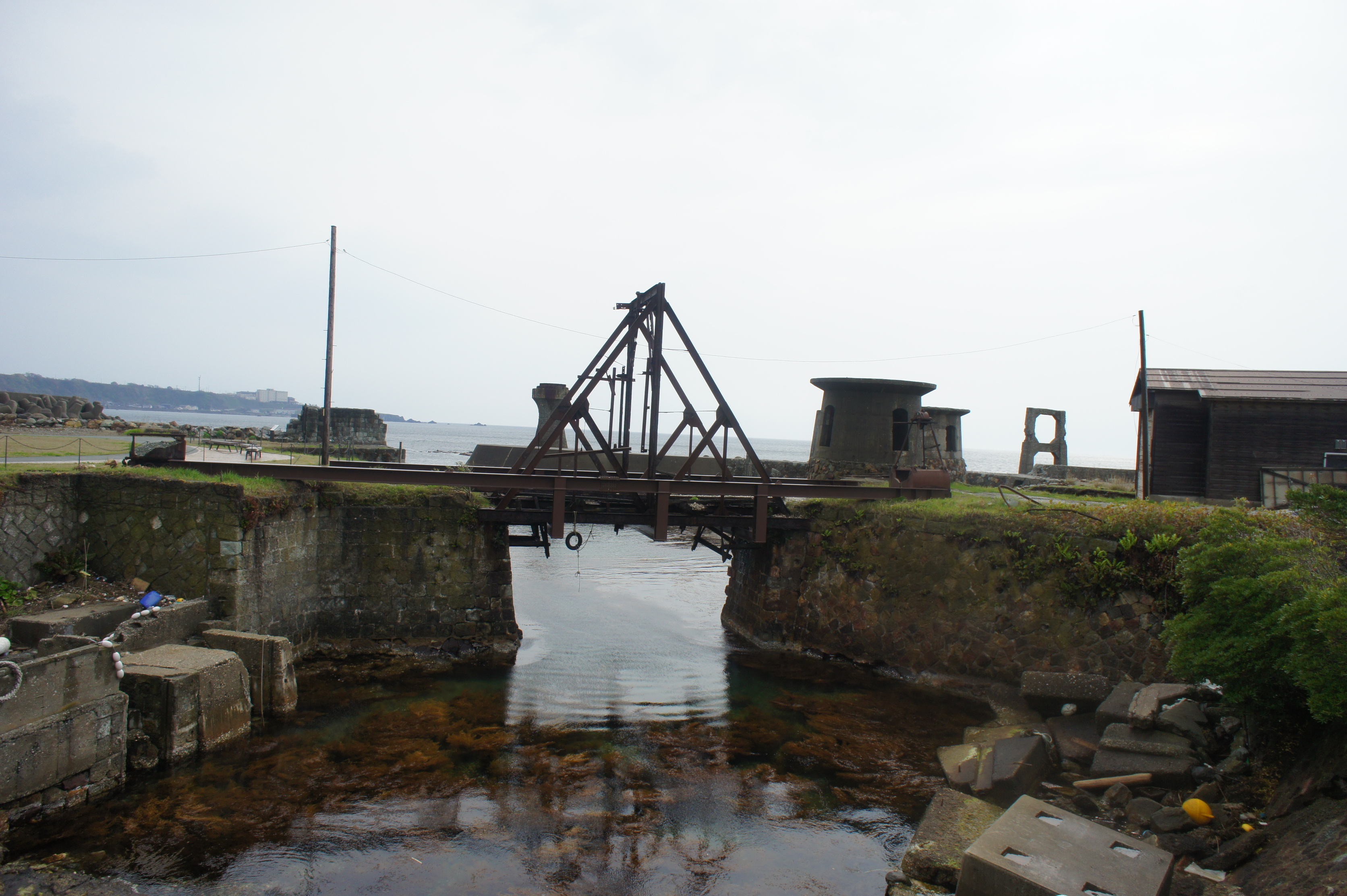
大間港のトロッコ遺構群。 トラス橋やローダー橋脚、クレーン台座など。

### 鉱山町の景観
#重要文化的景観にも選定された町並みが周辺一帯に続いている。なかでも「京町通り」と呼ばれるメインストリート沿いに古くからの建物が並んでおり、周辺一帯地域には散策コースが設定されている。

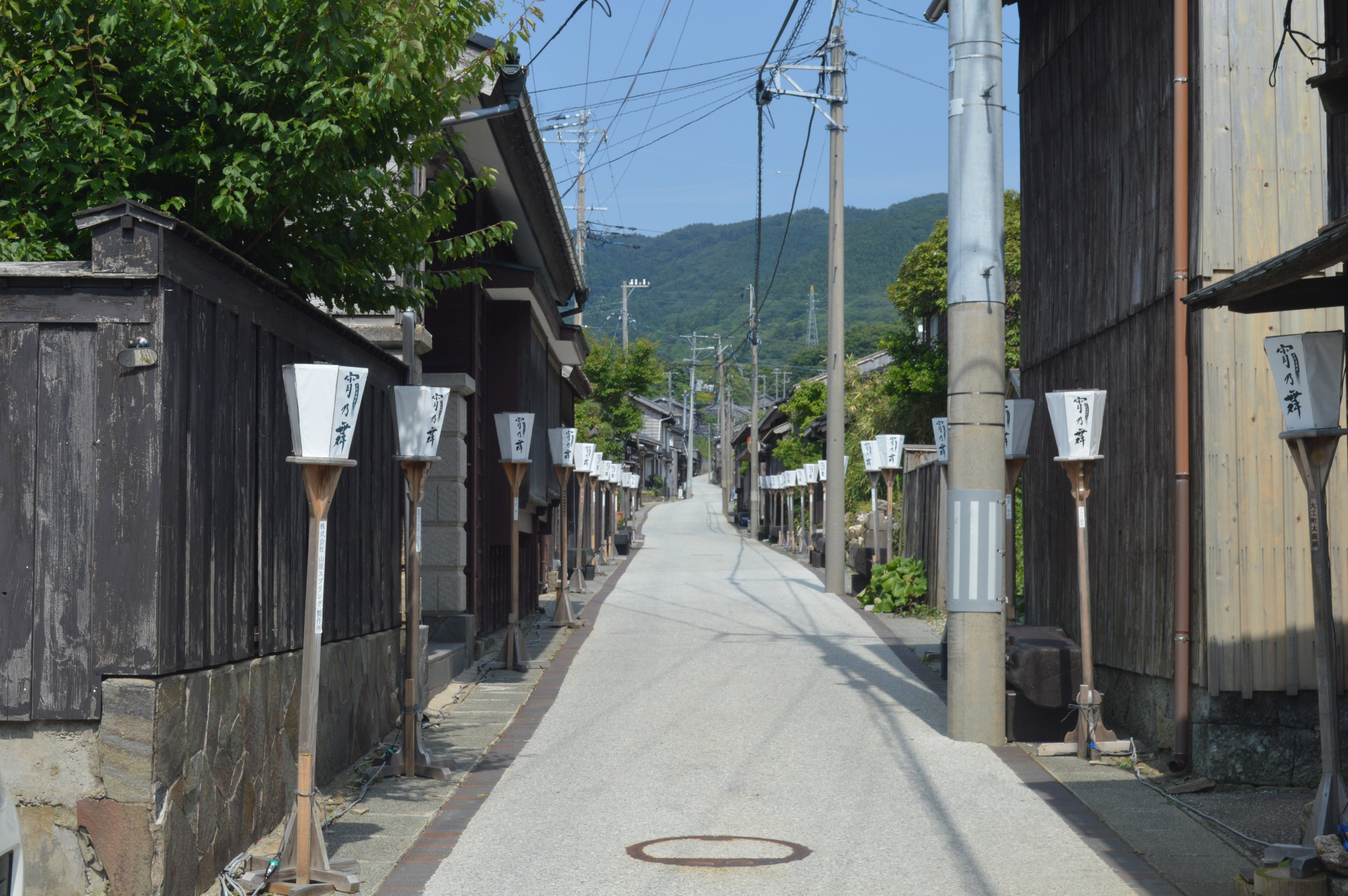
京町通り
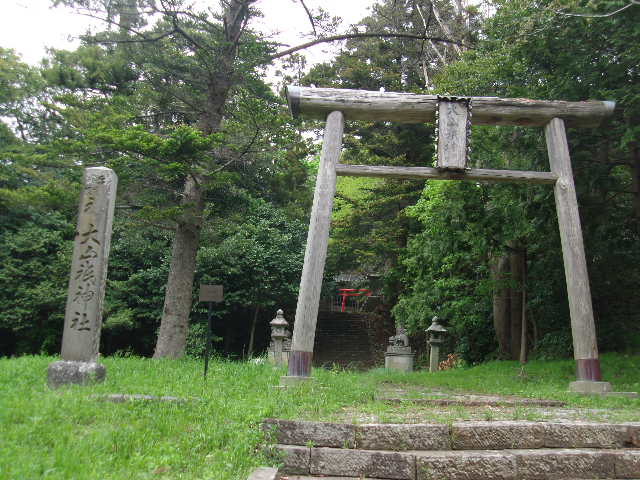
相川大山祇神社

### 観光施設
2019年4月に情報発信の拠点施設として県道45号佐渡一周線沿いに映像シアターや各種展示、観光案内所などを備えたガイダンス施設「きらりうむ佐渡」がオープンした。
国史跡「御料局佐渡支庁」の建物を活用して、1956年（昭和31年）には佐渡金銀山や相川地区の歴史民俗資料を収蔵する相川郷土博物館が開館した。ただし今後、相川郷土博物館は廃止が予定されている。また、佐渡奉行所の復元建物が公開されている。

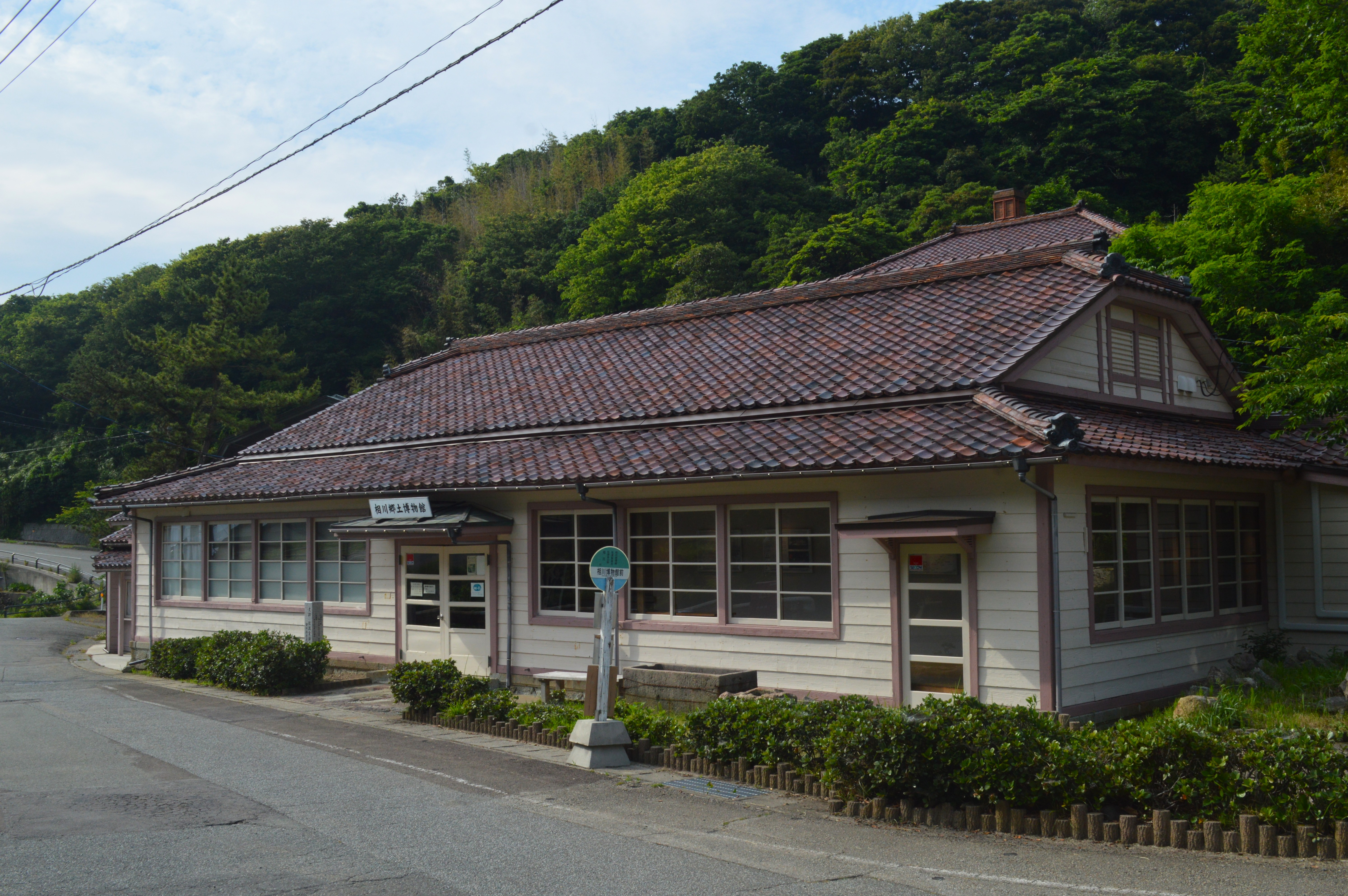
相川郷土博物館

### イベント
- 鉱山祭（7月末頃）
- 無宿人供養祭（4月第3日曜日）

## 世界遺産登録への動き
2007年（平成19年）に文化庁が世界遺産候補地を公募した際に「金と銀の島、佐渡－鉱山とその文化－」として立候補、選考を経て2010年（平成22年）10月に「金を中心とする佐渡鉱山の遺産群」としてユネスコ世界遺産センターの暫定リストに掲載された。2016年（平成28年）より毎年文化庁に推薦書原案を提出し続け、2021年（令和3年）に文化審議会世界文化遺産部会が2023年の第46回世界遺産委員会での審査候補に選定し、2022年（令和4年）2月1日に日本政府がユネスコに推薦書を提出した。
なお、構成資産候補は江戸時代までに開発された鉱山関連史跡のみで、 北沢浮遊選鉱場や大立竪坑、大間港など明治時代以降に整備された近代化産業遺産は含まれない。
2022年2月20日の共同通信の世論調査によれば日本政府の「佐渡島の金山」の世界文化遺産への推薦決定について「適切だった」とする回答が73％に達した。特に地元の新潟県を含む甲信越では94％に上った。支持政党別の回答では自民党支持層の78.5％、日本維新の会支持層の84.6％、国民民主党支持層の75.9％が「適切」と回答しており高かったが、日本共産党支持層は28％と最も低かった。
2024年（令和6年）7月27日、ユネスコ世界遺産委員会は、「佐渡島の金山」の世界文化遺産登録を決定した。

### 反対
韓国政府は佐渡金山について「韓国人の強制労働の被害現場」と主張し、申請に強く反対している。2月12日の韓国の鄭義溶と日本の林芳正の外相会談で林は「韓国側の独自の主張は受け入れられず、遺憾である」と韓国側に伝達した。その後尹錫悦政権に代わった2023年には、尹徳敏駐日大使は日本の新聞のインタビューで「韓国は日本の文化遺産登録自体に反対していない」「日本政府が2015年にユネスコで約束した通り、歴史的な事実をそのまま記述することを望むということだ」と発言するなど軌道修正を行うようになり、最終的には、朝鮮人の佐渡金山での厳しい労働環境を常設展示することを条件として韓国も登録に賛同し。
北朝鮮政府は「過酷な労働に倒れた朝鮮人民に対する耐えがたい冒涜」「日本の名誉は過去の侵略や犯罪を誠実に反省し謝罪することにある」「佐渡島の金山は絶対に世界文化遺産になり得ない」として日本の対応を批判した。
中華人民共和国政府は「隣国の苦痛の記憶を無視して新たな登録を試みるのは、さらなる怒りと反発を招くだけだ」「日本は歴史を直視して反省し、誠実で責任ある態度と実際の行動で歴史上の問題を適切に処理し、アジアの隣国と国際社会から信頼を得なければならない」として日本の対応を批判した。
ロシア政府は「我々は韓国側の反応を理解する」「日本は第2次世界大戦期間中、日本の指導者たちが犯した犯罪行為を人類の記憶から消すために、韓国をはじめとした様々な国を相手に持続的な措置をとっているものとみている」として日本の対応を批判した。当時ロシアは世界遺産委員会21か国の委員国（任期2019年–2023年）の一つだったため懸念されていたが、2022年のロシアのウクライナ侵攻を受けて同年ロシアで開催される予定だった委員会が無期限に延期され、その間にロシアが任期途中で委員国を辞したため佐渡金山登録に向けて前進したと報じられている。
日本共産党は「太平洋戦争末期に佐渡金山で朝鮮人の強制労働が行われたことは、新潟県史や地元自治体の町史に記述された否定できない事実」「政府・自民党の中には、江戸時代に限った推薦であり、戦時中の朝鮮人の労働と無関係との主張があるが通用しない言い分」「戦時の朝鮮人強制労働の事実を認めるべき」として日本の対応を批判した。

## 戦時中の朝鮮人の労働
1939年（昭和14年）2月、佐渡金山を経営する三菱鉱業株式会社（現三菱マテリアル株式会社）佐渡鉱業所は、日本人労働者の不足を補うため、初めて朝鮮半島で労働者を募集した。募集地域は忠清南道が80%、忠清北道・全羅北道が20%で、1村落20人の募集割当てに対して約40人の応募が殺到するほど人気があった。これは前年の1938年（昭和13年）に南鮮で大干ばつ、飢饉が発生し、困窮した農民が多かったからと考えられている。
しかし、応募者の多くは実際には鉱山での就労を希望したわけではなく、従前に自由渡航した先輩や知人を頼って内地で暮らすことを望んだためであり、下関や大阪に到着するとすぐに逃亡する者も多かった。1945年（昭和20年）3月の最後の募集までの間に、佐渡鉱山には合計1,200人の朝鮮人労働者が来たとされる（同伴家族は含まない）。
1943年（昭和18年）5月末時点での朝鮮人の移入状況は1005人に及んだが、このうち421人が減員したとされる。減った内訳は、死亡10、逃走148、公傷送還6、私症送還30、不良送還25、一時帰鮮72、転出130で、実際に鉱山で働いていた人数は584人と半分強であった。佐渡への朝鮮人の動員は1945年7月が最後であり、労働者だけで「回を重ねて総数千二百名人」だったという。
当時の鉱山関係者によると、内地人に比べて、朝鮮人はより重労働の坑内労働に携わる比率が高かった。これは内地人が出征、徴兵等で若者が少なく、老齢化が進んでいたからと見る説がある。一方で、朝鮮人元徴用工からは、削岩など肉体的にきつい仕事を割り当てられる等で日本人と待遇が違うと感じたこと、「気合」を入れると称して殴られたこと等の証言がある。1942年5月時点では佐渡鉱山には日本人709名、朝鮮人584名の合計1239名が働いていたが、「運搬夫」、「磐岩夫」、「外運搬夫」、「支柱夫」といった坑内労働に朝鮮人の割合が高く、「工作夫」、「雑夫」、「製鉱夫」「其他」といった坑外労働に日本人の割合が高い（日本人が100％になっている「其他」は選鉱婦のことであると思われる）。また、太平洋戦争末期にはますます強制の度合いが強まっていったとされる。
賃金（給与）に内鮮の区別はなくしばしば平等だと説明される。形の上では、三菱鉱業の資料によれば「坑内夫二付テハ内地人労務者同様年齢経験等考慮シ業務ノ種類及難易ニ依リ予メ査定セル請負単価二依リ其ノ稼高二応ジ支給」となっている。しかし、朝鮮人徴用工がこの「請負」の扱いとなり、まず自由契約の労働者より賃金が低く、また、広瀬貞三は、出来高払いは農村等から徴用されてきた朝鮮人らにとって熟練鉱夫と違い一般に不利であり、この賃金から必要な道具代等が差し引かれるため実際に手もとに残る賃金はごく僅かであった可能性を指摘、むしろ賃金を抑えるために出来高払い制の名のもとにこのような制度をとった可能性を示唆している。1941年（昭和16年）7月時点で、朝鮮人労働者の数は332人、平均稼働日数が約28日、平均月収が約67円であった。ほかに皆勤奨励金があり、共同宿舎（寮）、共同浴場は無料であった。勤続三ヶ月以上の者には生命保険料を全額会社が負担し、死亡の場合は300円を限度に会社から支払われた。また言語障害をとりのぞくために、学校を設立し日本語上達の向上に努めた。そのほか福利施設などにも種々の配慮がなされた。しかし、食費、寝具、地下足袋等は自弁だったため、朝鮮人労働者が待遇改善を求めてストライキを行うこともあり、会社側は労務管理に苦労した。
1944年（昭和19年）12月18日からは佐渡鉱業所は軍需省から「管理工場」に指定され「現員徴用令書」が伝達され朝鮮人労働者に対する強制度が高まった。鉱山で労務係を務めた男性の手記（1974年）の中には、朝鮮人労働者に関し、「なぐるける。はたでは見ていられない暴力」や「弾圧による稼働と食事に対する不満」といった苛酷な状態の中にあったことを示す記述もあり、「彼らにすれば強制労働をしいられ、1年の募集が数年に延長され、半ば自暴自棄になっていた事は疑う余地のない」といった記述があるという。
太平洋戦争が始まると、佐渡鉱山は軍需を満たすため銅の生産の向上に全力を傾けたが、思うほど実績は上がらなかった。そのため、朝鮮人の労働力も余剰をきたすようになり、鉱山では仕事がなく暇をもてあますようになった。そのため、佐渡の朝鮮人のうち189名が第一次挺身隊として埼玉県、ついで219名の朝鮮人が第二次挺身隊として福島県に送られ、それぞれの県の地下工場の建設作業に従事した。1945年（昭和20年）8月15日の終戦時には佐渡鉱山には244名の朝鮮人労働者が残っており、その後挺身隊として佐渡を離れていた朝鮮人労働者たちも順次佐渡に戻り（一部は行方不明）、日本に永住することを希望する一部の者を除いて多くは新潟港から朝鮮半島へ帰国していった。